# Wilhelm Solf
Wilhelm Heinrich Solf, född 5 oktober 1862 i Berlin, död där 6 februari 1936, var en tysk koloniguvernör, diplomat och politiker.
Solf studerade orientaliska språk i Berlin och London och blev filosofie doktor på en avhandling om en fornindisk text. Han ingick i utrikesministeriets kolonialavdelning, var 1898-99 kretsdomare i Tyska Östafrika och blev 1899 president i municipalrådet i Apia på Västra Samoa. Sedan Västra Samoa 1900 blivit tysk koloni, var han guvernör för Tyska Samoa 1900-11.
Solf blev i december 1911 statssekreterare i rikskolonialministeriet och företog resor i Afrikas tyska kolonier såväl 1912 som 1913 och studerade särskilt frågor rörande den inhemska befolkningen. I prins Max av Badens ministär blev han i oktober 1918 utrikesminister, förde som sådan notväxlingen med Woodrow Wilson före vapenstilleståndet och kvarstod efter revolutionen till 17 december samma år. Solf utsågs juni 1920 till tysk chargé d’affaires i Tokyo och blev ambassadör där i februari 1921. Bland hans skrifter märks Kolonialpolitik (1919).